# Eta Piscis Austrini
Eta Piscis Austrini (12 Piscis Austrini) é uma estrela na direção da constelação de Piscis Austrinus. Possui uma ascensão reta de 22h 00m 50.22s e uma declinação de −28° 27′ 13.5″. Sua magnitude aparente é igual a 5.43. Considerando sua distância de 1012 anos-luz em relação à Terra, sua magnitude absoluta é igual a −2.03. Pertence à classe espectral B8/B9V+....